# Accidente de Mestre
El accidente de Mestre fue un accidente, que ocurrido el 3 de octubre del 2023, en Venecia (Italia) cuando un autocar se cayó de un paso elevado en Mestre-Carpenedo, Venecia, Véneto en Italia, y se estrelló, matando a 21 personas e hiriendo a 18 de las 40 personas a bordo.

## Momento del incidente
El incidente ocurrió a las 19:45 hora local cuando el autobús transportaba turistas desde Piazzale Roma, en el centro histórico de Venecia, hasta un camping en el barrio de Marghera. Los testigos dijeron que el autobús rozó la barandilla a lo largo de la sección cuesta abajo de un paso elevado de una carretera que va de Mestre a Marghera y la autopista A57 durante 50 metros (160 pies) antes de atravesar la barrera. El autobús cayó unos 15 metros (49 pies), chocó contra líneas eléctricas y aterrizó boca abajo con el frente completamente aplastado cerca de las vías de la estación de tren de Venecia Mestre, donde se incendió. El vehículo, alquilado por una empresa local para transportar a los pasajeros, pesaba 13 toneladas y tenía menos de un año. El vehículo también funcionaba con electricidad y el comandante de los bomberos a cargo del lugar afirmó que las baterías del autobús se habían incendiado.
El concejal de Transportes de Venecia confirmó más tarde que el paso elevado del lugar del accidente necesitaba renovaciones desde 2016, pero las reparaciones que se estimaban costarían 7 millones de euros no comenzaron hasta septiembre de 2023 debido a la falta de disponibilidad del contratista. Si bien el trabajo finalmente se completó, las reparaciones faltaron 400 metros (1300 pies) para llegar a un espacio preexistente de 1,5 metros (4,9 pies) en la barandilla principal que había atravesado el autobús, junto con una valla metálica secundaria en el borde del paso elevado.

## Balance
De las 40 personas que iban a bordo del autobús, al menos 21 pasajeros murieron, mientras que otros 18 resultaron heridos, nueve de ellos de gravedad. Las autoridades dijeron que tres niños estaban entre los muertos. Entre los muertos se encontraban nueve ciudadanos ucranianos, una familia de cuatro rumanos, tres alemanes, dos portugueses, una croata embarazada, una sudafricana y el conductor italiano de 40 años, que, según se informó, tenía hasta siete años de experiencia como conductor. conductor de autobús. Entre los heridos se encuentran cuatro ucranianos, dos españoles, un croata, un francés y un austriaco, además de cuatro menores.

## Repercusiones
Los transeúntes y los residentes de un edificio de apartamentos cercano fueron los primeros en acudir al lugar, sacando a las víctimas y supervivientes e intentando extinguir el fuego. Más de 20 ambulancias y el servicio de ambulancia aérea de Treviso acudieron al lugar y los heridos fueron trasladados a los hospitales de Mestre, Mirano, Padua y Treviso. Las operaciones de rescate duraron aproximadamente dos horas después del accidente. Los restos del autobús fueron retirados temprano al día siguiente.
Se instaló un punto de recepción en un hospital cercano para brindar apoyo psicológico y psiquiátrico a las familias de las víctimas.
El fiscal de Venecia abrió una investigación sobre el accidente el 4 de octubre, que incluirá el estado de la barandilla del paso elevado, una autopsia del conductor y una búsqueda de sus registros telefónicos.

## Respuesta
El alcalde de Venecia, Luigi Brugnaro, calificó el acontecimiento de "apocalíptico". Se declaró estado de luto oficial en la ciudad.  El presidente del Véneto, Luca Zaia, anunció que las banderas de los edificios oficiales de toda la región se colocarán a media asta en recuerdo del desastre. Francesco Moraglia, el patriarca de Venecia, acudió al lugar del accidente y bendijo a los muertos.
La primera ministra italiana, Giorgia Meloni, el presidente Sergio Mattarella, el presidente francés, Emmanuel Macron, la ministra de Asuntos Exteriores alemana, Annalena Baerbock, el primer ministro húngaro, Viktor Orbán, el presidente del Consejo Europeo, Charles Michel, y la presidenta de la Comisión Europea, Ursula von der Leyen, expresaron sus condolencias y solidaridad con las víctimas del accidente, mientras que el Senado italiano guardó un minuto de silencio por las víctimas del accidente el 4 de octubre.